# L'Ange gardien (film, 2019)
Pour les articles homonymes, voir L'Ange gardien.
Pour plus de détails, voir Fiche technique et Distribution.
L'Ange gardien (Variações) est un film biographique musical portugais écrit et réalisé par João Maia, sorti en 2019.
Il s'agit de la biographie du chanteur portugais António Variações (1945-1984), mort du SIDA.

## Fiche technique
Sauf indication contraire, les informations mentionnées dans cette section peuvent être confirmées par la base de données cinématographiques IMDb,  présente dans la section « Liens externes ».
- Titre : L'Ange gardien
- Titre original : Variações
- Réalisation et scénario : João Maia
- Musique : António Variações
- Costumes : Patrícia Dória
- Photographie : André Szankowski
- Montage : Pedro Ribeiro
- Production : Fernando Vendrell

Production déléguée : Ana Figueira
- Société de production : David & Golias
- Société de distribution : NOS Audiovisuais
- Pays d'origine :  Portugal
- Langues originales : portugais, anglais, allemand
- Format : couleur
- Genre : biographie musicale
- Durée : 109 minutes
- Dates de sortie :
  - Portugal : 19 août 2019 (avant-première mondiale à Amares) ; 22 août 2019 (sortie nationale)

## Distribution
- Sérgio Praia (pt) : António Variações
- Filipe Duarte (pt) : Fernando Ataíde
- Victoria Guerra : Rosa Maria
- Augusto Madeira (pt) : Luís Vitta
- Afonso Lagarto : Carlos Barbosa
- Diogo Branco : Jorge
- Teresa Madruga : Deolinda de Jesus
- Maria José Pascoal : Amália Rodrigues
- Tomás Alves (pt) : José António
- Miguel Raposo : Pedro Ayres Magalhães (pt)

## Production

### Musique
Les morceaux signés António Variações sont repris pour le besoin du film :
1. Anjo da Guarda
2. Canção de Engate
3. Na Lama
4. O Corpo é que Paga
5. Estou Além
6. Visões – Ficções (Nostradamus)
7. Teia
8. Toma o Comprimido
9. Perdi a Memória
10. Quero das Nas Vistas

## Accueil

### Sorties
Le film sort le 19 août 2019 en avant-première mondiale à Amares au Portugal, avant sa sortie nationale dès le 22 août 2019.

### Box-office
Le 29 août 2019, selon l'Instituto do Cinema e do Audiovisual (ICA), le film est le plus regardé au Portugal, avec 84 000 spectateurs dans les salles portugaises en une semaine.